# Le Masque d'Horus
Le Masque d'Horus est le 26e album de la série de bande dessinée Papyrus de Lucien De Gieter. L'ouvrage est publié en 2003.

## Synopsis
La reine envoie Papyrus en mission secrète : retrouver le frère jumeau de Théti-Chéri enlevé par des prêtres du temple de Kôm Ombo.